# Số siêu phức
Trong toán học, số siêu phức là khái niệm mở rộng của số phức từ dạng tổ hợp tuyến tính 2 chiều z = a + b.i với các hệ số thực a, b của hai đơn vị cơ sở 1 và i sang không gian vectơ n chiều với n hệ số thực x0, x1, x2,..., xn-1, của n đơn vị cơ sở 1, e1, e2, e3,..., en-1:

## Lịch sử
Trong thế kỷ XIX các hệ thống số quaternion, tessarine, coquaternion, biquaternion, và octonion trở thành các khái niệm toán học, bổ sung cho số thực và số phức. Khái niệm về một số siêu phức bao trùm tất cả, và cần có một ngành nghiên cứu để giải thích và phân loại chúng.
Dự án phân loại bắt đầu vào năm 1872 khi Benjamin Peirce lần đầu tiên xuất bản tác phẩm Đại số liên kết tuyến tính của mình, và được con trai Charles Sanders Peirce nối tiếp. Đáng kể nhất, họ đã xác định các phần tử lũy linh và lũy đẳng là các số siêu phức hữu ích cho việc phân loại. Các xây dựng Cayley-Dickson sử dụng các hàm tự nghịch để tạo ra số phức, quaternion và octonion từ hệ thống số thực. Hurwitz và Frobenius chứng minh định lý mà đưa giới hạn về hypercomplexity: Định lý Hurwitz nói các đại số thành phần hữu hạn chiều trên các số thực chỉ bao gồm các số thực ℝ, các số phức ℂ, các quaternion ℍ, và  các octonion 𝕆, và định lý Frobenius cho biết các đại số chia kết hợp trên các số thực chỉ bao gồm ℝ, ℂ, và ℍ. Năm 1958 J. Frank Adams đã xuất bản một khái quát hơn nữa về các bất biến Hopf trên các không gian H với giới hạn kích thước là 1, 2, 4 hoặc 8.
Đại số ma trận đã khai thác các hệ thống siêu phức. Đầu tiên, ma trận coi số siêu phức mới như ma trận thực 2 × 2. Chẳng mấy chốc, mô hình ma trận bắt đầu giải thích các hệ thống siêu phức khác khi các số siêu phức được đại diện bằng các ma trận và các phép toán của chúng. Năm 1907 Joseph Wedderburn đã chỉ ra rằng các hệ thống siêu phức có tính kết hợp có thể được biểu diễn bằng ma trận, hoặc bằng tổng trực tiếp của hệ thống ma trận. Kể từ ngày đó, thuật ngữ ưa thích cho một hệ thống siêu phức đã trở thành đại số kết hợp như được thấy trong tiêu đề của luận án của Wedderburn tại Đại học Edinburgh. Tuy nhiên, lưu ý rằng các hệ thống không kết hợp như octonion và hyperbolic quarternion đại diện cho một loại số siêu phức khác.
Như Hawkins  giải thích, các số siêu phức là bước đệm để tìm hiểu về các nhóm Lie và lý thuyết biểu diễn nhóm. Ví dụ, vào năm 1929, Emmy Noether đã viết về "số lượng số siêu phức và lý thuyết biểu diễn". Năm 1973 Kantor và Solodovnikov đã xuất bản một cuốn sách giáo khoa về các số siêu phức, được dịch vào năm 1989.
Karen Parshall đã viết một bài trình bày chi tiết về thời hoàng kim của các số siêu phức, bao gồm cả vai trò của tác giả nổi bật như Theodor Molien  và Eduard Study. Để thực hiện bước chuyển sang đại số hiện đại, Bartel van der Waerden dành ba mươi trang cho các số siêu phức trong cuốn Lịch sử Đại số của ông.

## Phép tính
- Phép cộng và trừ số siêu phức được định nghĩa theo tọa độ tương tự như phép cộng và trừ vectơ trong không gian n chiều.
- Phép nhân hai số siêu phức: xác định giá trị của (n-1)2 tích ei.ej, còn các tích của ei với 1 được đặt một cách tự nhiên (1.ei = ei.1 = ei)

Tính chất: Phép nhân số siêu phức không có tính giao hoán, do đó, các tập hợp số siêu phức không phải là trường số.

## Các bộ số siêu phức

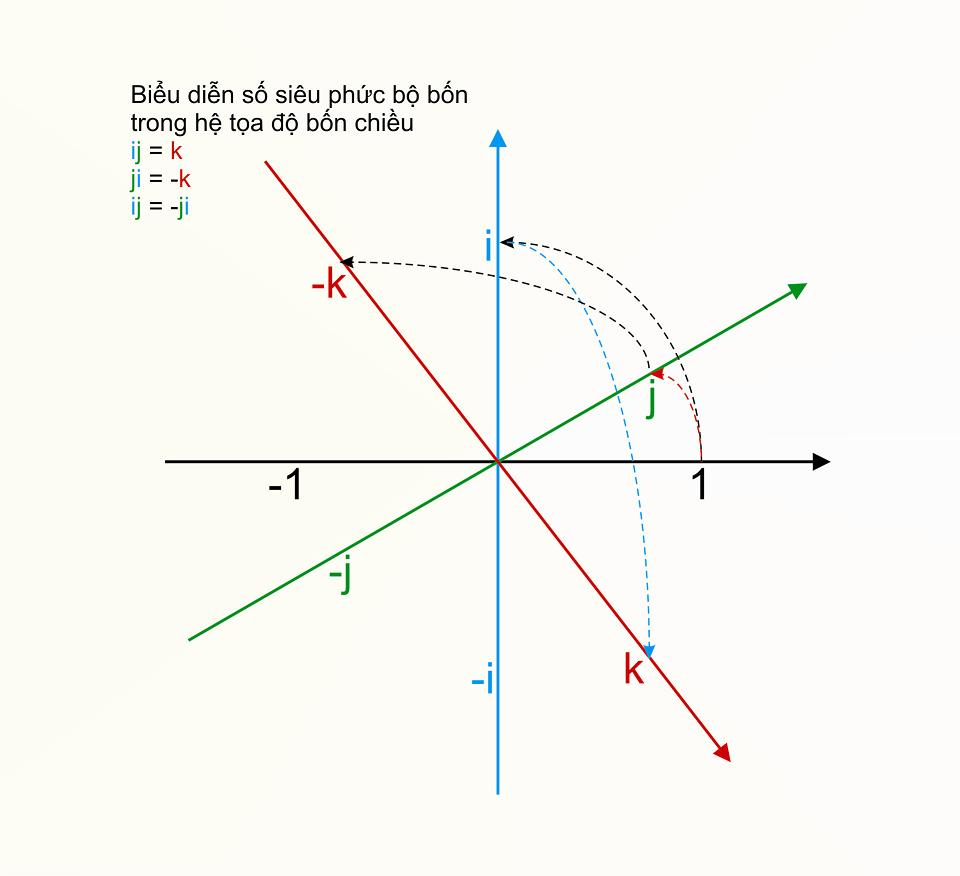
Mô tả số siêu phức bộ bốn trong hệ tọa độ bốn chiều,
,,

- Bộ bốn (Quaternion) là số siêu phức với số chiều {\displaystyle n=4} có dạng {\displaystyle x=a+bi+cj+dk} với a, b, c, và d là các số thực còn i, j và k là các số bộ bốn đặc biệt được định nghĩa như sau:

1. {\displaystyle 1i=i1=i}; {\displaystyle 1j=j1=i}; {\displaystyle 1k=k1=i}
2. {\displaystyle i^{2}=j^{2}=k^{2}=-1}

Số {\displaystyle y=a-bi-cj-dk} là số siêu phức bộ bốn liên hợp với {\displaystyle x=a+bi+cj+dk}
Phép nhân số siêu phức bộ bốn có tính kết hợp nhưng không giao hoán và không có ước của không. Định lý Frobenius (Frobenius theorem (real division algebras)) khẳng định rằng chỉ có trường số thực, trường số phức vành số siêu phức bộ bốn mới có tính kết hợp trong phép nhân vô hướng với một số thực mà thôi.
Số siêu phức bộ bốn được William Rowan Hamilton nghiên cứu và đề xuất trong khi tìm tòi mở rộng trường số phức.
- Bộ tám (Octonion)

| 1  | i   | j   | k   | l  | il  | jl  | kl  |
| -- | --- | --- | --- | -- | --- | --- | --- |
| i  | −1  | k   | −j  | il | −l  | −kl | jl  |
| j  | −k  | −1  | i   | jl | kl  | −l  | −il |
| k  | j   | −i  | −1  | kl | −jl | il  | −l  |
| l  | −il | −jl | −kl | −1 | i   | j   | k   |
| il | l   | −kl | jl  | −i | −1  | −k  | j   |
| jl | kl  | l   | −il | −j | k   | −1  | −i  |
| kl | −jl | il  | l   | −k | −j  | i   | −1  |

- Bộ mười sáu (Sedenion)

| ×   | 1   | e1   | e2   | e3   | e4   | e5   | e6   | e7   | e8  | e9   | e10  | e11  | e12  | e13  | e14  | e15  |
| --- | --- | ---- | ---- | ---- | ---- | ---- | ---- | ---- | --- | ---- | ---- | ---- | ---- | ---- | ---- | ---- |
| 1   | 1   | e1   | e2   | e3   | e4   | e5   | e6   | e7   | e8  | e9   | e10  | e11  | e12  | e13  | e14  | e15  |
| e1  | e1  | -1   | e3   | -e2  | e5   | -e4  | -e7  | e6   | e9  | -e8  | -e11 | e10  | -e13 | e12  | e15  | -e14 |
| e2  | e2  | -e3  | -1   | e1   | e6   | e7   | -e4  | -e5  | e10 | e11  | -e8  | -e9  | -e14 | -e15 | e12  | e13  |
| e3  | e3  | e2   | -e1  | -1   | e7   | -e6  | e5   | -e4  | e11 | -e10 | e9   | -e8  | -e15 | e14  | -e13 | e12  |
| e4  | e4  | -e5  | -e6  | -e7  | -1   | e1   | e2   | e3   | e12 | e13  | e14  | e15  | -e8  | -e9  | -e10 | -e11 |
| e5  | e5  | e4   | -e7  | e6   | -e1  | -1   | -e3  | e2   | e13 | -e12 | e15  | -e14 | e9   | -e8  | e11  | -e10 |
| e6  | e6  | e7   | e4   | -e5  | -e2  | e3   | -1   | -e1  | e14 | -e15 | -e12 | e13  | e10  | -e11 | -e8  | e9   |
| e7  | e7  | -e6  | e5   | e4   | -e3  | -e2  | e1   | -1   | e15 | e14  | -e13 | -e12 | e11  | e10  | -e9  | -e8  |
| e8  | e8  | -e9  | -e10 | -e11 | -e12 | -e13 | -e14 | -e15 | -1  | e1   | e2   | e3   | e4   | e5   | e6   | e7   |
| e9  | e9  | e8   | -e11 | e10  | -e13 | e12  | e15  | -e14 | -e1 | -1   | -e3  | e2   | -e5  | e4   | e7   | -e6  |
| e10 | e10 | e11  | e8   | -e9  | -e14 | -e15 | e12  | e13  | -e2 | e3   | -1   | -e1  | -e6  | -e7  | e4   | e5   |
| e11 | e11 | -e10 | e9   | e8   | -e15 | e14  | -e13 | e12  | -e3 | -e2  | e1   | -1   | -e7  | e6   | -e5  | e4   |
| e12 | e12 | e13  | e14  | e15  | e8   | -e9  | -e10 | -e11 | -e4 | e5   | e6   | e7   | -1   | -e1  | -e2  | -e3  |
| e13 | e13 | -e12 | e15  | -e14 | e9   | e8   | e11  | -e10 | -e5 | -e4  | e7   | -e6  | e1   | -1   | e3   | -e2  |
| e14 | e14 | -e15 | -e12 | e13  | e10  | -e11 | e8   | e9   | -e6 | -e7  | -e4  | e5   | e2   | -e3  | -1   | e1   |
| e15 | e15 | e14  | -e13 | -e12 | e11  | e10  | -e9  | e8   | -e7 | e6   | -e5  | -e4  | e3   | e2   | -e1  | -1   |